# ریچارد توماس (ریاضی‌دان)
ریچارد توماس (انگلیسی: Richard Thomas (mathematician)؛ زادهٔ ۱ ژانویه ۲۰۰۰) یک دانشمند اهل بریتانیا است.